# Nicolas Auguste de La Baume
Pour les articles homonymes, voir Baume, La Baume et Montrevel.
Nicolas Auguste de La Baume, marquis de Montrevel, né le 23 décembre 1645 à Paris où il est mort le 11 octobre 1716, est un militaire français. Maréchal de France, il est également connu sous le nom de maréchal de Montrevel.

## Biographie

### Origines et jeunesse
Fils de Ferdinand de La Baume, comte de Montrevel, lieutenant-général des armées du roi, gouverneur des provinces de Bresse et de Bugey, et de Marie Olier-Nointel, il est issu de la famille noble des La Baume, originaire de la Bresse.
Élevé à la Cour avec les enfants d'Henri de Lorraine, comte d'Harcourt, grand écuyer de France. Lorsque le Roi arma pour la guerre d'Italie, après l'« affaire des Corses », une compagnie de cavalerie lui est confiée.
Une affaire d'honneur qui lui arrive à Lyon, et dont il sort deux fois vainqueur, l'oblige de sortir du royaume.

### Faits militaires et campagnes
II y revient en 1667, et se distingue aux sièges de Douai, de Tournai, de Lille et à celui d'Audenarde en 1667 pendant la guerre de Dévolution. L'année suivante, il est blessé d'un coup de mousquet à la cuisse en dégageant un convoi que les ennemis avaient enveloppé au Pont-d'Espières. Il est un des premiers qui se jette dans le Rhin, lorsque l'armée française le passe en 1672. II y reçoit plusieurs blessures, entre autres, un coup de sabre au visage.

#### Guerre de Hollande
Ses services lui valent d'être placé à la tête du régiment d'Orléans-Cavalerie, qu'il commande avec distinction, pendant les guerres d'Allemagne sous le maréchal de Turenne, et pendant la guerre de Hollande. En particulier à Seneffe, au secours d'Audenarde, au siège de Maastricht, et à Turckheim. Il est fait ensuite colonel du régiment Royal-Cavalerie.
Il contribue à chasser les ennemis d'Alsace et Louis XIV lui donna la charge de lieutenant du roi en Bresse, Bugey, Valromey et pays charolais sur la démission de son père. Il sert comme mestre de camp dans les campagnes de Flandres aux sièges de Condé et d'Aire ; il est fait brigadier de cavalerie en 1677. II se distingue à Cassel, et est fait Commissaire-Général de la cavalerie. Il suit le roi aux sièges de Gand et d'Ypres.

#### Guerre des Réunions
Il se trouva en 1684 au siège de Luxembourg et sert encore à la bataille de Fleurus et à la prise de Namur. Il est fait maréchal de camp en 1688 et servit sous les maréchaux d'Humières et de Luxembourg.

#### Guerre de la Ligue d'Augsbourg
Il devint lieutenant général en 1693, et commande, en cette qualité, des corps séparés, et est chargé de garder la frontière tous les hivers pendant cinq années. Nommé gouverneur de Mont-Royal, il fait les campagnes d'Allemagne et de Flandres sous les ordres du Grand Dauphin.

#### Guerre des Cévennes
Il est revêtu de la dignité de maréchal de France le 14 janvier 1703. La même année, il part en Languedoc comme commandant en chef en remplacement du comte de Broglie à la tête des armées de Louis XIV chargées de la répression contre les camisards. Il se fera remarquer par des massacres contre la population, la déportation et le « brûlement des Cévennes » (466 villages et hameaux détruits en Cévennes entre octobre et décembre 1703). Ces massacres auront l'effet inverse de celui souhaité. Le 21 avril 1704, il est remplacé par le maréchal de Villars.

### Fin de carrière
Il partira ensuite en Guyenne à la place du marquis de Sourdis jusqu'en 1716, date à laquelle il est envoyé en Alsace puis en Franche-Comté. Il est nommé chevalier du Saint-Esprit lors de la promotion du 2 février 1705.
À sa mort, à l'âge de soixante-dix ans, il est inhumé dans l'église Saint-Sulpice. Sans enfants de sa première femme, Isabelle de Veyrat-de Paulian, dame de Cuisieux, qu'il avait épousée en 1665, fille de Jean, seigneur de Paulian, et d'Isabelle de Saint-Gilles. Il s'agit du troisième mariage de son épouse qui était déjà veuve d'Augustin de Forbin, seigneur de Souliers, et d'Armand de Crussol, dit le Comte d'Uzès.
Il a un seul enfant, Henri de la Baume, de sa seconde épouse.

## Armoiries
D'or, à la bande vivrée d'azur.

### Sources
: document utilisé comme source pour la rédaction de cet article.
- Louis de La Roque, Catalogue historique des généraux français, connétables, maréchaux de France, lieutenants généraux, maréchaux de camp, vol. I, Paris, A. Desaide, 1896-1902.
- François-Alexandre de La Chenaye-Aubert, Dictionnaire de la noblesse sur Google Livres, Veuve Duchesne, 1771, p. 102-103.
- Jean-Baptiste Rietstap, Armorial général, t. 1 et 2, Gouda, G.B. van Goor zonen, 1884-1887 « et ses Compléments », sur www.euraldic.com (consulté le 23 décembre 2011).